# Liste der Orte im Rhein-Hunsrück-Kreis

Wappen des Rhein-Hunsrück-Kreises

Die Liste der Orte im Rhein-Hunsrück-Kreis enthält die Städte, Verbandsgemeinden, Ortsgemeinden und Gemeindeteile (Ortsbezirke, Wohnplätze und sonstige Gemeindeteile) im rheinland-pfälzischen Rhein-Hunsrück-Kreis.
Es handelt sich dabei um das amtliche Verzeichnis der Gemeinden und Gemeindeteile und setzt sich zusammen aus dem vom Statistischen Landesamt Rheinland-Pfalz geführten amtlichen Namensverzeichnis der Gemeinden und dem vom Landesamt für Vermessung und Geobasisinformation Rheinland-Pfalz geführten amtlichen Verzeichnis der Gemeindeteile.

## Verbandsfreie Stadt Boppard
Gemeindeteile in der verbandsfreien Stadt Boppard:
- Bad Salzig (Ortsbezirk)
- Boppard (Ortsbezirk)
- Bopparder Hamm
- Buchenau
- Eisenberg
- Eisenbolz
- Gedeonseck
- Grapenhof
- Im Kreuz
- Industriegebiet Boppard-Hellerwald
- Jakobsberg
- Kreuzberg
- Mühltal
- Peternach
- Pfaffenheck
- Pfeiffersberg
- Schild
- Thonetshöhe, Jagdhaus
- Vierseenblick, Ausflugslokal
- Buchholz (Ortsbezirk)
- Herschwiesen (Ortsbezirk)
- Schloss Schöneck
- Windhausen
- Hirzenach (Ortsbezirk)
- Holzfeld (Ortsbezirk)
- Hof Taunusblick
- Peterhof
- Oppenhausen (Ortsbezirk)
- Daubisbergermühle
- Hübingen
- Rauschenmühle
- Rheinbay (Ortsbezirk)
- Ludwigsruh
- Sonnenhof
- Udenhausen (Ortsbezirk)
- Weiler (Ortsbezirk)
- Fleckertshöhe
- Haus Rheinberg
- Haus Trift
- Salzbornhöhe
- Weilerbach

## Verbandsgemeinde Hunsrück-Mittelrhein
Gemeinden und Gemeindeteile in der Verbandsgemeinde Hunsrück-Mittelrhein:
- Badenhard
- Beulich
  - Eckmühl, Gaststätte
  - Eichstiebel, Haus
  - Falkenhof
  - Grieshof
  - Neuwieserhöfe
  - Reischauer, Haus
  - Schmausemühle, Gaststätte
- Bickenbach
  - Am Backofen
  - Sonntagsmühle
  - Lindenhof
  - Birkenhof
  - Berghof
  - Grabenhof
- Birkheim
- Damscheid
  - Jagdhäuser
  - Klockners-Mühle
  - Weilersmühle
- Dörth
  - Hirtenau
- Emmelshausen, Stadt
  - Basselscheid
  - Baunhöllermühle
  - Liesenfeld
- Gondershausen
  - Niedergondershausen
  - Jagdhaus Mäuseberg
  - Peterchesmühle
  - Schultheisermühle
  - Obergondershausen
  - Haus Hubertus
  - Sonnenhof
- Halsenbach
  - Driescher, Fabrik
  - Ehr
  - Ehrerheide
  - Forsthaus Kolbenstein
  - Mermicherhof
- Hausbay
- Hungenroth
  - Berghof
  - Sonnenhof
- Karbach
  - Jagdhaus Steffens
  - Hambuchhof
  - Wilhelmshof
  - Margaretenhof
- Kratzenburg
  - Buchholz, Bahnhof
- Laudert
- Leiningen
  - Lamscheid
  - Reifenthal
  - St. Georgsquelle
  - Sauerbrunnen
  - Sankt Georg-Hof
  - Leiningen
  - Marienau
- Lingerhahn
- Maisborn
- Mermuth
- Morshausen
  - Haus auf dem Bröhl
- Mühlpfad
  - Kehlenmühle
  - Ostersmühle
- Ney
  - Dieler
  - Hierermühle, Gaststätte
  - Schöneckermühle, Gaststätte
- Niederburg
  - Niederbachtal
- Niedert
  - Forsthaus auf der Heide
  - Forsthaus Höhenstraße
  - Niedertermühle
- Norath
- Oberwesel, Stadt
  - Dellhofen (Ortsbezirk)
  - Burghof
  - In der Neuwies
  - Langscheid (Ortsbezirk)
  - Engelsburg
  - Reschscheider Hof
  - Oberwesel
  - Boppard, Weiler
  - Engehöll (Ortsbezirk)
  - Niederbachtal
  - Schönberg, Hof
  - Schönburg
  - Günderrodehaus
- Perscheid
- Pfalzfeld
  - Nenzhäuserhof, Häusergruppe
- Sankt Goar, Stadt
  - Biebernheim (Ortsbezirk)
  - Uhlenhorst
  - St. Goar (Ortsbezirk)
  - An der Loreley
  - Gründelbach
  - Rheinfels, Burgschenke
  - Fellen
  - Werlau (Ortsbezirk)
  - Boxberger Hof
  - Forsthaus Brandswald
  - Hof auf der Schanz
  - Prinzenstein
  - Marienhof
- Schwall
  - Layenmühle
  - Schwallermühle
- Thörlingen
- Urbar
- Utzenhain
- Wiebelsheim
  - Borbach, Baracke

## Verbandsgemeinde Kastellaun
Gemeinden und Gemeindeteile in der Verbandsgemeinde Kastellaun:
- Alterkülz
  - Osterkülzmühle
  - Wehr
- Bell (Hunsrück)
  - Bell (Ortsbezirk)
  - Bahnhof Bell
  - Forsthaus
  - Ramserhof
  - Rothenbergerhof, Häusergruppe
  - Hundheim (Ortsbezirk)
  - Krastel (Ortsbezirk)
  - Heidhof
  - Leideneck (Ortsbezirk)
  - Völkenroth (Ortsbezirk)
  - Blümlingshof
  - Greiserhof, Siedlung
  - Wohnroth (Ortsbezirk)
  - Birkenhof
- Beltheim
  - Beltheim (Ortsbezirk)
  - Olbermannsmühle
  - Schmausemühle am Deimerbach
  - Schmollemühle
  - Frankweiler (Ortsbezirk)
  - Heyweiler (Ortsbezirk)
  - Auf dem Hau
  - Mannebach (Ortsbezirk)
  - Schnellbach (Ortsbezirk)
  - Lindenhof
  - Sevenich (Ortsbezirk)
  - Buchenhof
- Braunshorn
  - Braunshorn (Ortsbezirk)
  - Dudenroth (Ortsbezirk)
  - Ebschied (Ortsbezirk)
  - Ebschied, Bahnhof
- Buch
  - Buch
  - Schweitzer-Mühle
  - Sonnenhof
  - Schweitzer Hof
  - Mörz (Ortsbezirk)
  - Reifenmühle
- Dommershausen
  - Dommershausen (Ortsbezirk)
  - Gastemühle
  - Dorweiler (Ortsbezirk)
  - Burg Waldeck, Häusergruppe
  - Weitscheidt
  - Steffenshof, Häusergruppe
  - Eveshausen (Ortsbezirk)
  - Sabershausen (Ortsbezirk)
  - Sabelsmühle
  - Auf der Hawies
- Gödenroth
  - Kleinbergerhof, Siedlung
  - Auf der Hollnicher Hohl
- Hasselbach
  - Müllers-Mühle
  - Götzenmühle
- Hollnich
  - Gammelshausen
  - Buchenhof
- Kastellaun, Stadt
  - Grundmühle
- Korweiler
  - Korweilerer Mühle
- Lahr
  - Lahrer Mühle
- Mastershausen
  - Hubertushof
- Michelbach
  - Junkersmühle
- Mörsdorf
  - Fettsmühle
  - Lindenhof
  - Petryhof
- Roth
- Spesenroth
- Uhler
  - Gräfenmühle, Haus
  - Junkersmühle
  - Neumühle
  - Sulzmühle
- Zilshausen
  - Petershäuserhof

## Verbandsgemeinde Kirchberg (Hunsrück)
Gemeinden und Gemeindeteile in der Verbandsgemeinde Kirchberg (Hunsrück):
- Bärenbach
- Belg
- Büchenbeuren
  - Reinhildehof
  - Scheid
- Dickenschied
- Dill
  - Birkenhof
  - Grundmühle
  - Moseshof
- Dillendorf
  - Forsthaus Brauschied
  - Liederbach
  - Weißensteiner Hof
- Gehlweiler
  - Am Wald, Jagdhaus
  - An der Au, Häusergruppe
  - Franzenmühle
  - Grohenmühle, Hof
- Gemünden
  - Panzweiler
  - Waldhotel Koppenstein
- Hahn
- Hecken
- Heinzenbach
  - Kücherhof
- Henau
  - Forsthaus Leidenshaus
- Hirschfeld (Hunsrück)
  - Bahnhof Hirschfeld, Hunsrück
  - Langenwald
- Kappel
  - Forsthaus Bretzenhof
  - Kappeler Fichtenhof
  - Lorenzhecker Mühle
- Kirchberg (Hunsrück), Stadt
  - Berghof
  - Denzen
  - Eichhof
  - Forsthaus Buschied
  - Haus Karrenberg
  - Kunzhof
  - Magdalenenhof
  - Südhof
  - Talhof
  - Weiherhaus
  - Hof Engelrod
- Kludenbach
  - Lampertsmühle
- Laufersweiler
  - Forsthaus Laufersweiler
  - Lindenhof
  - Reizenmühle
  - Papiermühle
- Lautzenhausen
- Lindenschied
- Maitzborn
  - Theisenhof
  - Waldschule
- Metzenhausen
  - Brühltaler Mühle
  - Lärchenhof
- Nieder Kostenz
  - In den Wiesen
  - Schlemmersmühle
- Niedersohren
  - Niedersohrener Hof
- Niederweiler
  - Hof im Bruch
- Ober Kostenz
  - Erlenhof
  - Sonnenhof
- Raversbeuren
  - Hof Hunsrückhöhe
- Reckershausen
  - Forsthaus Faas
  - Sonnenhof
- Rödelhausen
- Rödern
  - Forsthaus Hallschied
  - Jagdhaus Theisen
  - Schneidemühle
- Rohrbach
- Schlierschied
  - Anzenfeldermühle, Sägewerk
  - Brummenmühle
- Schwarzen
- Sohren
  - Birkenhof
  - Gretenhof
  - Gröschels Mühle
  - Hinter dem Sägewerk
  - Im Hasengarten
- Sohrschied
  - Zum Kyrbach
- Todenroth
- Unzenberg
  - Im Wilberstein
- Wahlenau
  - Bauernmühle
- Womrath
  - Wallenbrück
- Woppenroth
  - Woppenrother Hof
- Würrich

## Verbandsgemeinde Simmern-Rheinböllen
Gemeinden und Gemeindeteile in der Verbandsgemeinde Simmern-Rheinböllen:
- Altweidelbach
  - Hammesmühle, Eselsmühle
  - Weirichsmühle, Katzenlochermühle
- Argenthal
  - Birkenhof
  - Eckelhornerhof
  - Forsthaus Ellern, Schanzerkopf
  - Forsthaus Thiergarten
  - Haus am Waldsee
  - Jägerhof
  - Wacholderhof
  - Weidenhof
- Belgweiler
  - Wimmersbacherhof
- Benzweiler
  - Antoniushof
  - Hubertushof
- Bergenhausen
- Biebern
- Bubach
- Budenbach
  - Weirichsmühle, Sulzbacher Mühle
- Dichtelbach
  - Heidehof
- Ellern (Hunsrück)
  - Lindenhof
- Erbach
- Fronhofen
  - Klopp
- Holzbach
  - Höhenhof
- Horn
- Keidelheim
- Kisselbach
  - Grings-Mühle
  - Kesselhannesmühle
  - Ölmühle
- Klosterkumbd
  - Birkenhof
  - Binnenbergermühle
  - Forsthaus Klosterkumbd
  - Kloster
  - St.Georgenhausen
- Külz (Hunsrück)
  - Gass
  - Taubenmühle
- Kümbdchen
  - Dilligsmühle
  - Tannenhöfe
- Laubach
  - Grundhöfe
  - Gesellschaftsmühle
- Liebshausen
  - Jagdhaus
- Mengerschied
  - Eichenmühle
  - Landschulheim Soonruhe
  - Layenkaul
  - Wickertsmühle
  - Birkenhof
- Mörschbach
  - Mühlbergersmühle, Hof
- Mutterschied
  - Bornhof
  - Heidehof
  - Schönhof
  - Haus Tanneck
- Nannhausen
  - Nannhausen
  - Auf dem Schmiedel
  - Nickweiler
  - Kauerhof
  - Kauermühle
- Neuerkirch
- Niederkumbd
- Ohlweiler
  - Ziegelei
- Oppertshausen
- Pleizenhausen
  - Jagdhaus Pleizenhausen
  - Weißmühle
- Ravengiersburg
  - Neuhof
- Rayerschied
  - Berghof
  - Wagnersmühle
- Reich
- Rheinböllen, Stadt
  - Kleinweidelbach (Ortsbezirk)
  - Rheinböllen
  - Bahnhof Rheinböllen
  - Birkenhof
  - Forsthaus Hochsteinchen
  - Hochwildschutzpark
  - Hollers-Mühle, Haus
  - Janismühle, Haus (ehemals Gemeinde Dichtelbach)
  - Lepperhof
  - Maaßhof
  - Mühlenhof
  - Petershof
  - Rheinböllerhütte
  - Soonwaldhof
  - Uhlenberger Hof
  - Waldsiedlung Römerstraße
- Riegenroth
  - Birkenhof
  - Breitenbachsmühle
  - Klumpenmühle
- Riesweiler
  - Aspenhof
  - Kallerbacherhof
  - Lindenhof
- Sargenroth
  - Forsthaus Ellerspring
  - Johanneshof
  - Wildburg
- Schnorbach
- Schönborn
  - Sonnenhof
  - Stückerhof
- Simmern/Hunsrück, Stadt
  - Domäne
  - Eichenhof
  - Haus Bergschlößchen, ehemalige Brauerei
  - Haus Hunsrück
  - Haus Seeberg
  - Haus Vogelsang
  - Marienhof
  - Marthahof, Schafhof
  - Reginahof
  - Römerhof
  - Schießstand
  - Sonnenhof
  - Waldhof
  - Rheinbacherhöfe
- Steinbach
  - Bauermannsmühle
  - Dixenmühle
  - Sehnenmühle
- Tiefenbach
- Wahlbach
  - Hoffmannsmühle
  - Wendelinushof
- Wüschheim